# Apocephalus hirsutus
Apocephalus hirsutus är en tvåvingeart som beskrevs av Brown 1997. Apocephalus hirsutus ingår i släktet Apocephalus och familjen puckelflugor. Inga underarter finns listade i Catalogue of Life.